# North American Soccer League (1973)
North American Soccer League 1973 - 6. sezon NASL, ligi zawodowej znajdującej się na najwyższym szczeblu rozgrywek w Stanach Zjednoczonych i Kanadzie. Finał Soccer Bowl został rozegrany 25 sierpnia 1973 roku. Soccer Bowl zdobył drużyna Philadelphia Atoms.

## Rozgrywki
Do rozgrywek ligi NASL w sezonie 1973 przystąpiło dziewięć drużyn. Do ligi dołączyła Philadelphia Atoms oraz dwie zmieniły swoje nazwy: Atlanta Chiefs na Atlanta Apollos a Miami Gatos na Miami Toros.

## Sezon zasadniczy
W = Wygrane, P = Porażki, R = Remisy, GZ = Gole strzelone, GS = Gole stracone, PKT = Liczba zdobytych punktów
Punktacja:
- 6 punktów za zwycięstwo
- 3 punkty za remis
- 0 punktów za porażkę
- 1 punkt każdy za gol zdobyty w trzech meczach

| Eastern Division   | W | P | R | GZ | GS | PB | PKT |
| ------------------ | - | - | - | -- | -- | -- | --- |
| Philadelphia Atoms | 9 | 2 | 8 | 29 | 14 | 26 | 104 |
| New York Cosmos    | 7 | 5 | 7 | 31 | 23 | 28 | 91  |
| Miami Toros        | 8 | 5 | 6 | 26 | 21 | 22 | 88  |

| Northern Division  | W | P  | R | GZ | GS | PB | PKT |
| ------------------ | - | -- | - | -- | -- | -- | --- |
| Toronto Metros     | 6 | 4  | 9 | 32 | 18 | 26 | 89  |
| Montreal Olympique | 5 | 10 | 4 | 25 | 32 | 22 | 64  |
| Rochester Lancers  | 4 | 9  | 6 | 17 | 27 | 17 | 59  |

| Southern Division | W  | P | R | GZ | GS | PB | PKT |
| ----------------- | -- | - | - | -- | -- | -- | --- |
| Dallas Tornado    | 11 | 4 | 4 | 36 | 25 | 33 | 111 |
| St. Louis Stars   | 7  | 7 | 5 | 27 | 27 | 25 | 82  |
| Atlanta Apollos   | 3  | 9 | 7 | 23 | 40 | 23 | 62  |

| Awans do finału          |
| Mistrz rundy zasadniczej |

## Drużyna gwiazd sezonu
| Pozycja | Pierwsza drużyna                    | Druga drużyna                       | Wyróżnienia                         |
| ------- | ----------------------------------- | ----------------------------------- | ----------------------------------- |
| BR      | Ken Cooper (Dallas Tornado)         | Bob Rigby (Philadelphia Atoms)      | Sam Nusum (Montreal Olympique)      |
| OB      | John Best (Dallas Tornado)          | Bobby Smith (Philadelphia Atoms)    | John Sewell (St. Louis Stars)       |
| OB      | Chris Dunleavy (Philadelphia Atoms) | Derek Trevis (Philadelphia Atoms)   | Barry Barto (Philadelphia Atoms)    |
| OB      | David Sadler (Miami Toros)          | Dick Hall (Dallas Tornado)          | Werner Roth (New York Cosmos)       |
| OB      | Brian Rowan (Toronto Metros)        | Roy Evans (Philadelphia Atoms)      | John Collins (Dallas Tornado)       |
| PO      | Ilija Mitic (Dallas Tornado)        | Pat McBride (St. Louis Stars)       | Al Trost (St. Louis Stars)          |
| PO      | Fernando Pinto (Toronto Metros)     | Francisco Escos (Rochester Lancers) | Roy Turner (Dallas Tornado)         |
| PO      | Ian McPhee (Toronto Metros)         | Roberto Aguirre (Miami Toros)       | George O'Neill (Philadelphia Atoms) |
| NA      | Andy Provan (Philadelphia Atoms)    | Joey Fink (New York Cosmos)         | Paul Child (Atlanta Apollos)        |
| NA      | Jim Fryatt (Philadelphia Atoms)     | Rick Reynolds (Dallas Tornado)      | Kyle Rote (Dallas Tornado)          |
| NA      | Warren Archibald (Miami Toros)      | Randy Horton (New York Cosmos)      | Nick Jennings (Dallas Tornado)      |

## Playoff

### Półfinały
| 15 sierpnia 1973 | New York Cosmos | 0:1 | Dallas Tornado | Texas Stadium, Irving Widzów: 9 009 |
|                  |                 |     |                |                                     |

| 19 sierpnia 1972 | Toronto Metros | 0:3 | Philadelphia Atoms | Veterans Stadium, Filadelfia Widzów: 18 766 |
|                  |                |     |                    |                                             |

### Finał
| 25 sierpnia 1973 | Philadelphia Atoms · Best 66' (sam.) · Straub 85' | 2:00:0 | Dallas Tornado | Texas Stadium, Irving Widzów: 18 824 Sędzia: Bill Gallacher |
|                  |                                                   |        |                |                                                             |

| North American Soccer League 1973 Zwycięzcy |
| ------------------------------------------- |
| Philadelphia Atoms 1. Tytuł                 |

## Nagrody
- MVP: Warren Archibald (Miami Toros)
- Trener Roku: Al Miller (Philadelphia Atoms)
- Odkrycie Roku: Kyle Rote (Dallas Tornado)